# Humsjön (Gräsmarks socken, Värmland)
Humsjön är en sjö i Sunne kommun i Värmland och ingår i Göta älvs huvudavrinningsområde. Sjön är 18 meter djup, har en yta på 0,703 kvadratkilometer och är belägen 226,1 meter över havet. Sjön avvattnas av vattendraget Järperudsälven (Bruksälven). Vid provfiske har bland annat abborre, gädda, lake och mört fångats i sjön.

## Delavrinningsområde
Humsjön ingår i det delavrinningsområde (664980-132898) som SMHI kallar för Utloppet av Mången. Medelhöjden är 249 meter över havet och ytan är 27,08 kvadratkilometer. Det finns inga avrinningsområden uppströms utan avrinningsområdet är högsta punkten. Järperudsälven (Bruksälven) som avvattnar avrinningsområdet har biflödesordning 4, vilket innebär att vattnet flödar genom totalt 4 vattendrag innan det når havet efter 322 kilometer. Avrinningsområdet består mestadels av skog (63 procent). Avrinningsområdet har 5,32 kvadratkilometer vattenytor vilket ger det en sjöprocent på 19,6 procent.

## Fisk
Vid provfiske har följande fisk fångats i sjön:
- Abborre
- Gädda
- Lake
- Mört
- Nors